# Telosticta paruatia
Telosticta paruatia – gatunek ważki z rodziny Platystictidae. Jest znany tylko z holotypu – samca odłowionego na filipińskiej wyspie Palawan.